# Berezin UB
La UB (un caratteri cirillici УБ), abbreviazione di Universalnyj Berezina (Berezin universale, in cirillico Универсальный Березина), era una mitragliatrice aeronautica progettata dall'OKB diretto da Mihail Evgen’evič Berezin e sviluppata in Unione Sovietica negli anni trenta.
Versione derivata dall'originaria mitragliatrice da squadra BS (БС, Березин Синхронный, Berezin Sinkhronniy, Berezin sincronizzata) destinata all'Armata Rossa, venne introdotta nei velivoli della Voyenno-Vozdushnye Sily, l'aeronautica militare sovietica, nel 1939, due mesi prima dello scoppio della seconda guerra mondiale.

## Versioni
UBK (УБК)
Universalnyj Berezina Kryl'yevoj, Berezin universale alare, versione da alloggiamento alare destinata principalmente ai caccia.
UBS (УБС)
Universalnyj Berezina Sinkhronnyj, Berezin universale sincrona, versione alloggiata nella parte anteriore della fusoliera e sincronizzata al moto dell'elica, destinata principalmente ai caccia.
UBT (УБТ)
Universalnyj Berezina Turel'nyj, Berezin universale per torrette, versione installata in postazioni e torrette difensive, destinata principalmente agli aerei da attacco al suolo e bombardieri.

## Velivoli utilizzatori
(lista parziale)
 Unione Sovietica
- Gudkov Gu-82
- Lavochkin Gorbunov Gudkov LaGG-1
- Lavochkin Gorbunov Gudkov LaGG-3
- Lisunov Li-2
- Ilyushin Il-2 Šturmovik
- Ilyushin Il-4
- Ilyushin Il-10
- Mikoyan-Gurevich MiG-1
- Mikoyan-Gurevich MiG-3
- Mikoyan-Gurevich MiG-5
- Petlyakov Pe-8
- Polikarpov I-15
- Polikarpov I-153
- Polikarpov I-180
- Polikarpov I-185
- Polkarpov NB
- Polkarpov TIS
- Tomashevich Pegas
- Tupolev Tu-1
- Tupolev Tu-2
- Tupolev Tu-12
- Sukhoi Su-2
- Sukhoi Su-5
- Sukhoi Su-6
- Sukhoi Su-8
- Yakovlev Yak-1
- Yakovlev Yak-3
- Yakovlev Yak-7
- Yakovlev Yak-9
- Yakovlev Yak-11
- Yakovlev Yak-15
- Yakovlev Yak-17
- Yermolayev Yer-2